# قائمة الأشخاص الذين عاشوا في مطارات
تحتوي هذه المقالة على قائمة الأشخاص الذين عاشوا في المطارات ولمدة تفوق أسبوعا على الأقل. الأسباب تكون عادة الاحتجاجات، طلب اللجوء السياسي، أو صعوبات في العطل.

## الأشخاص الذين عاشوا في المطارات
| الصورة | الاسم             | الجنسية          | المطار                             | التاريخ                         | المدة                             | سبب البقاء | سبب المغادرة |
| ------ | ----------------- | ---------------- | ---------------------------------- | ------------------------------- | --------------------------------- | --- | --- |
|        | مهران كريمي ناصري | إيران            | مطار باريس شارل ديغول، فرنسا       | 26 أغسطس 1988 - يوليو 2006      | 6518 - 6548 يوم 17.48 - 17.93 سنة | كان منفي من إيران، وبعد ذلك سرقت وثائقه من باريس في طريقها إلى المملكة المتحدة. رفض الدخول. | تم علاجه في المستشفى، ثم أقام في أحد الفنادق تحت رعاية الصليب الأحمر، وبعد ذلك استقر في باريس برعاية وإحاطة حركة إمايوس.                                                        |
|        | سنجاي شاه         | كينيا            | مطار جومو كينياتا الدولي، كينيا    | مايو 2004 - 12 يوليو 2005       | 407 - 437 يوم 1.11 - 1.20 سنة     | حاول الدخول إلى المملكة المتحدة عبر جوزا سفر مواطن بريطاني في الخارج ولكن منع من الدخول. كان قد سلم جواز سفره الكيني، ثم عند عودته إلى نيروبي بدأ احتجاجه. | حصل على الجنسية البريطانية الكاملة. |
|        | زهرة كامالفار     | إيران            | مطار شيريميتييفو الدولي، روسيا     | مايو، يونيو 2006 - 15 مارس 2007 | 258 - 318 يوم                     | هي وعائلتها فروا من الاضطهاد في إيران وطالبوا اللجوء في كندا. | تم منحه حق اللجوء من قبل الحكومة الكندية. |
|        | محمد البهيش       | العراق/ فلسطين   | مطار ألماتي الدولي، كازاخستان      | 20 مارس 2013 - 17 أغسطس 2013    | 150 يوم                           | في كازاخستان، كان ينوي الزواج، وثائق لجؤه السياسي ضاعت، وكذلك تأشيرة الفيزا الكازاخستانية والإمارتية إنتهت صلاحيتها. سافر بعد ذلك إلى تركيا على أمل تجديد تأشيرته الكازاخستانية، ولكن عاد أدراجه من الحدود. نقل بعد ذلك ذهابا وإيابا 4 مرات، ورفض دخوله من قبل أي بلد.                                                                           | تم السماح له بالذهاب نحو مركز عبور اللاجئين التابع للمفوضية العليا للأمم المتحدة لشؤون اللاجئين في تيميشوارا في رومانيا، وبعد ذلك منحته فنلندا اللجوء السياسي.                  |
|        | هيروشي نوهارا     | اليابان          | مطار بينيتو خواريز الدولي، المكسيك | 2 سبتمبر 2008 - 28 ديسمبر 2008  | 117 يوم                           | رفض نوهارا تقديم أسباب إقامته في المطار. | غادر مع امرأة تدعى أويوكي (Oyuki). |
|        | أحمد كنعان        | فلسطين           | مطار كوالالمبور الدولي، ماليزيا    | 21 مايو 2013 - 13 يوليو 2013    | 114 يوم                           | وصل بدون جواز سفر لأنه صودر في تركيا. بعد أن أمضى مايو 2013 في ماليزيا، قام بالسفر من كوالالمبور إلى تركيا ولكن بدون تأشيرة تركية. تم ضبط جواز سفره من قبل سلطات الهجرة التركية وترحيله إلى كوالالمبور. | صدر في 16:00 (UTC+8) في 13 يوليو 2013. منح لمدة 30 يوما التأشيرة الماليزية لأسباب إنسانية.                                                                                      |
|        | إيفون بول         | هولندا           | مطار سخيبول أمستردام، هولندا       | أكتوبر 1967 - 5 يناير 1968      | 66 - 96 يوم                       | أرادت العودة إلى الولايات المتحدة. | ألقي القبض عليها. |
|        | فينغ جانغهو       | الصين            | مطار ناريتا الدولي، اليابان        | 9 نوفمبر 2009 - 3 فبراير 2010   | 86 يوم                            | بدأ الاحتجاج بعد أن رفضت عودته إلى الصين. | زاره عدد من الدبلوماسيين الصينيين ودخل اليابان مع استباق السماح له بإعادة إدخاله شنغهاي في منتصف فبراير. حدث هذا في وقت لاحق، ولكنه الآن تحت الإقامة الجبرية في شقته في شنغهاي. |
|        | إدوارد سنودن      | الولايات المتحدة | مطار شيريميتييفو الدولي، روسيا     | 23 يونيو 2013 - 1 أغسطس 2013    | 39 يوم                            | عندما استقل سنودن رحلة إلى موسكوءشيريميتييفو، سحبت السلطات جواز سفره الأمريكي. | منح له اللجوء المؤقت في روسيا. |
|        | إياد البغدادي     | فلسطين           | مطار كوالالمبور الدولي، ماليزيا    | 13 مايو – 8 يونيو 2014          | 26 يوم                            | تم ترحيله إلى ماليزيا من قبل الإمارات العربية المتحدة، بعد تخييره بين الاحتجاز هناك إلى أجل غير مسمى دون تهم رسمية أو الترحيل خارج البلاد. مُنع من دخول مطار كوالالمبور لأنه لم يكن لديه وثائق رسمية | أصدرت له السفارة الفلسطينية جواز سفر، وسمح له مسؤولو كوالالمبور بدخول البلاد. ثم غادر ماليزيا إلى النرويج، وطلب اللجوء السياسي.                                                 |
|        | غاري بيتر         | المملكة المتحدة  | مطار نينوي أكوينو الدولي، الفلبين  | 19 ديسمبر 2012 - 11 يناير 2013  | 23 يوم                            | فاتته رحلته، ولم يعد له مال ليحجز في رحلة أخرى. | تم التبرع له بسعر التذكرة للعودة إلى المملكة المتحدة. |
|        | هاينز مولر        | ألمانيا          | مطار فيراكوبوس الدولي، البرازيل    | 16 - 29 أكتوبر 2009             | 13 يوم                            | سافر إلى ريو دي جانيرو لملاقاة امرأة كان قد تعرف عليها على الأنترنت، ولكنها لم تأتي وتقدم نفسها، وبعد ذلك إنتهت أمواله وإنتهى به الأمر إلى كامبيناس. | تم نقله إلى المستشفى لتقييمه نفسيا. |
|        | دنيس لويس دو سوزا | البرازيل         | مطار غواروليوس الدولي، البرازيل    | حوالي 2000 - الآن               | 9116 يوم (تقريبا) 15 سنة          | بعد صراعات متكررة في المنزل، قرر اللجوء في المطار. ويبدو أنه يعاني من مشاكل نفسانية لهذا التاريخ. | لا يزال يقيم في المطار، ولكن يخرج في بعض الأحيان. |
|        | تيتسويا أبو       | اليابان          | مطار شيريميتييفو الدولي، روسيا     | 29 مايو 2015 - الآن             | 3729 يوم                          | تيتسويا أبو يدعي أنه صحفي، ويدعي أيضا أن هناك دوافع سياسية. يرغب في الحصول على الجنسية الروسية. | لا يزال يقيم في المطار. |
|        | حسن القنطار       | سوريا            | مطار كوالالمبور الدولي، ماليزيا    | 07 مارس 2018                    | 2716 يوم                          | مواطن سوري فرّ إلى الإمارات بعدما رفض العمل في صفوف نظام الأسد. في عام 2011 -تزامنًا مع بداية الثورة السورية- انتهت تأشيرة عمله في الإمارات فطرد من هناك ثم قرر الرحيل باتجاه ماليزيا لانها تسمح للسوريين بالدخول دون تأشيرة وبشكل مجاني. بعد نهاية تأشيرته السياحية؛ علق حسن في المطار ولا زال هناك مُحاصرا خاصة أن عودته لسوريا قد تتسبب في مقتله | لا يزال مُقيمًا في المطار |

## مقالات ذات صلة
- منطقة دولية
- انعدام الجنسية
- ذا ترمينال (فيلم)